# Suttonia coccinea
Suttonia coccinea, thường được gọi là Scarlet freckle-faced podge (tiếng Anh) hay Kurenai-toge-megisu (tiếng Nhật), là một loài cá biển thuộc chi Suttonia trong họ Cá mú. Loài này được mô tả lần đầu tiên vào năm 2013.

## Phân bố và môi trường sống
S. coccinea có phạm vi phân bố ở vùng biển Tây Thái Bình Dương. Loài này được mô tả qua một mẫu vật duy nhất được tìm thấy ở bờ đá của đảo Okinoshima, miền nam Nhật Bản. Mẫu vật của S. coccinea được thu thập bằng vợt cầm tay ở độ sâu khoảng 16 m.

## Mô tả
Mẫu vật duy nhất dùng để mô tả S. coccinea có chiều dài cơ thể đo được là khoảng 6,5 cm. Đầu và thân của nó có một màu đỏ tươi đồng nhất; các vây có màu đỏ sáng hơn. Nửa đầu trên sẫm màu hơn ở phía dưới. Một đường sọc màu đỏ hoặc trắng nằm giữa môi trên và gốc vây lưng, dọc theo trán và đỉnh đầu. Mống mắt màu đỏ, con ngươi màu đen. Một vệt mờ phía sau mắt trải dài đến trước mang, và một đốm đen trên mang. Lưng sẫm màu. Lớp màng phía sau của vây lưng và hậu môn có đốm đen. Nửa sau của vây đuôi có đốm đen. Danh pháp khoa học của S. coccinea trong tiếng Latinh có nghĩa là "màu đỏ tươi", ám chỉ màu cơ thể của nó, tương tự ý nghĩa trong tên tiếng Nhật.
Số gai ở vây lưng: 7; Số tia vây mềm ở vây lưng: 23; Số gai ở vây hậu môn: 3; Số tia vây mềm ở vây hậu môn: 19; Số tia vây mềm ở vây ngực: 16; Số đốt sống: 26. 
Thức ăn của S. coccinea có thể là những loài động vật giáp xác. 